# Васильев, Михаил Алексеевич
Михаил Алексеевич Васильев (1862, Камышлов — после января 1916) — городской голова Камышлова, депутат III Государственной думы от Пермской губернии (1907—1912).

## Биография
Михаил Васильев родился в 1862 году в Камышлове в мещанской семье. Он окончил шесть классов классической гимназии (соответствующее современной 8-летней школе).
По окончании обучения Васильев занимался торговлей, а также владел недвижимостью. В 1906—1912 годах он являлся Камышловским городским головой. Кроме того, он избирался гласным уездного и губернского земских собраний (1915‑1916).
В Камышлове М. А. Васильев был известным общественным деятелем. Он был председателем городского сиротского суда, членом уездного училищного совета и попечительского совета городской женской гимназии. Кроме того он состоял в уездном комитете попечительства о народной трезвости и был почётным мировым судьёй (с 1905 года).
В августе 1907 года, благодаря стараниям городского головы Михаила Васильева, в Камышлове была открыта мужская прогимназия. Краевед А. А. Наумов назвал Васильева её основателем, так как главе города пришлось вести длительную переписку с попечителем Оренбургского учебного округа, доказывая целесообразность открытия учебного заведения.

Ещё в 1882 году М. А. Васильев писал в Оренбург: 
Из наблюдения над жизнью народа и его развитием Управа выносит твёрдое убеждение, что с учреждением в городе мужской прогимназии приток желающих учиться будет несравнительно значительнее, чем в уездном училище, как в заведении, не отвечающем современным требованиям жизни. Для примера в этом отношении уместно указать на существующую в г. Камышлове женскую прогимназию. При её открытии в 1871 году поступило в оную всего 49 девочек, затем в продолжении 11-ти лет число их постепенно увеличивалось и в истекшем учебном году было уже 173 ученицы
Гимназия размещалась в каменном двухэтажном здании, построенном в 1899 году, в котором до этого находилось шестиклассное городское училище.
Васильев участвовал в качестве выборщика от съезда городских избирателей Камышлова во всех четырех губернских избирательных собраниях (для каждой из Государственных Дум). Избран был только однажды — 14 октября 1907 года, в Государственную Думу Российской империи третьего созыва от первого съезда городских избирателей.
В Думе Михаил Васильев вошёл во фракцию Конституционно-демократической партии, стал членом её бюро. Он также работал в составе думской комиссии по городским делам. С парламентской трибуны Васильев выступил единственный раз: в третьей сессии, в прениях по смете департамента государственных земельных имуществ. В своей речи он говорил о необходимости дополнительного наделения крестьян землёй.
Подпись депутата Васильева стоит под целым рядом законопроектов: «О наделении безземельных и малоземельных крестьян землей», «Об обеспечении отдыха торгово-промышленных служащих», «О распространении Земского положения на Область войска Донского», «О введении земства в Сибири», «Об учреждении землеустроительных комиссий в степных областях», «Правила приема в высшие учебные заведения», «О распространении на Астраханскую губернию Положения о земских учреждениях», «О введении в Архангельской губернии земского самоуправления», «Об отмене смертной казни».
Судьба Васильева после января 1916 года не прослежена.

## Семья
Был женат (на 1907 год).